# Adaptação hedónica
A adaptação hedónica (hedonic treadmill, hedonic adaptation) é a tendência observada nos humanos para regressar rapidamente a um nível relativamente estável de felicidade apesar da ocorrência de importantes acontecimentos positivos ou negativos ou de mudanças de vida. De acordo com esta teoria, à medida que uma pessoa ganha mais dinheiro, as suas expectativas e desejos aumentam em consonância, do que resulta não haver qualquer ganho permanente em felicidade. Philip Brickman e D. T. Campbell fixaram o termo no seu ensaio Hedonic Relativism and Planning the Good Society (1971). No final dos anos 1990s, o conceito foi modificado pelo psicólogo britânico Michael Eysenck para passar ser a actual teoria da passadeira rolante hedónica que compara a procura da felicidade por uma pessoa a ela andar numa passadeira rolante, ou seja, tem de continuar a andar apenas para ficar no mesmo sítio. O conceito vem desde a antiguidade, desde pensadores como Santo Agostinho, que foi citado por Robert Burton na sua obra Anatomy of Melancholy de 1621: ""O desejo não tem descanso" é um ditado verdadeiro, pois é infinito em si mesmo, não tem fim e, como se usa dizer, é uma nora a rodar sem parar."
O ponto de equilíbrio (ou fixo) de felicidade (ou hedónico, hedonic ou happiness set point, em inglês) tem merecido interesse no campo da psicologia positiva, em que tem sido sucessivamente desenvolvido e revisto. Dado que a adaptação hedónica geralmente demonstra que a felicidade de longo prazo de uma pessoa não é significativamente afetada por acontecimentos que são de outro modo influentes, a psicologia positiva tem-se preocupado na descoberta de coisas que podem levar a alterações duradouras dos níveis de felicidade.

## Visão Geral

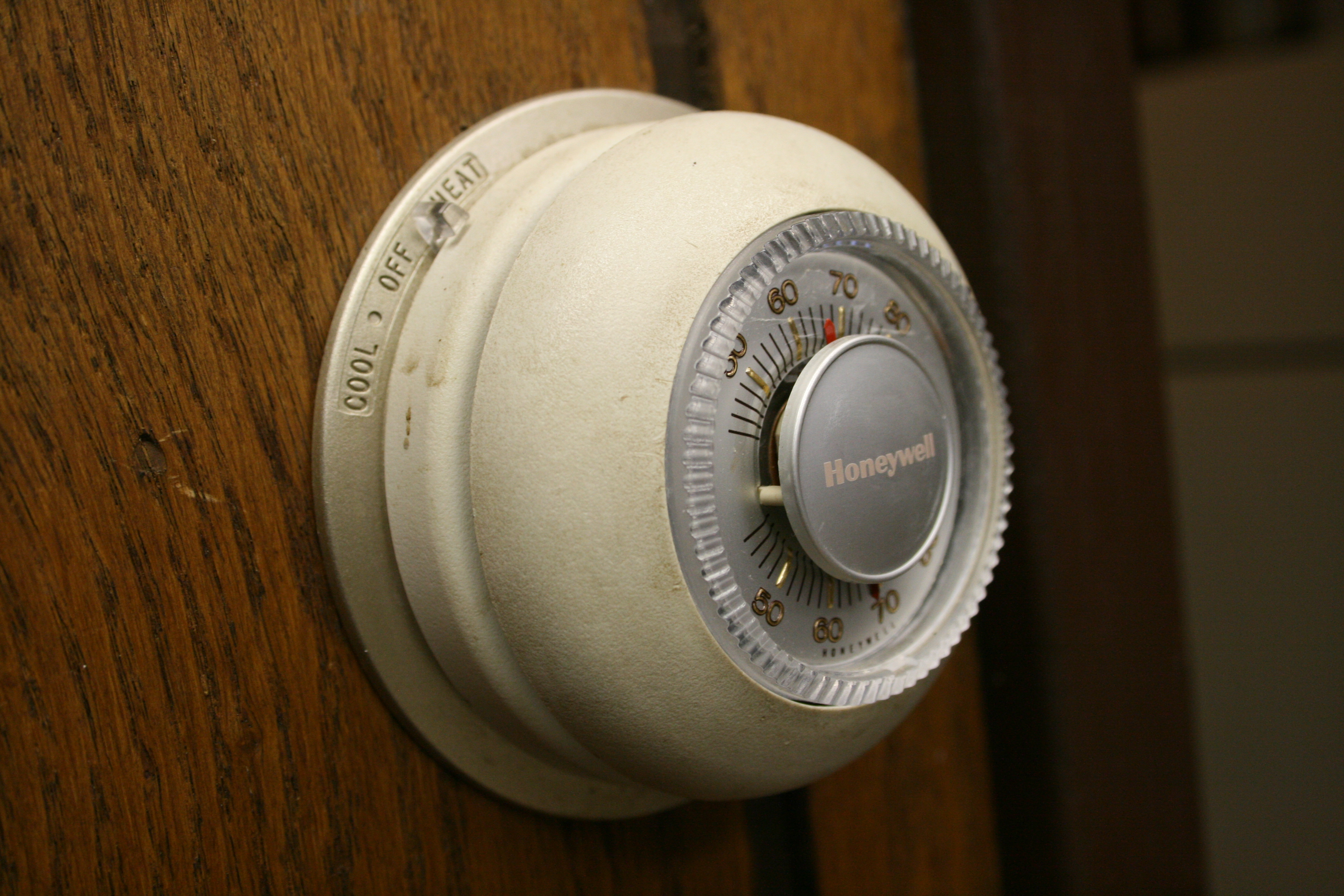
A felicidade parece ser como um termostato, dado que os nossos temperamentos tendem a fazer-nos retornar a um certo nível de felicidade (uma tendência influenciada por actividades e hábitos cuidadosamente escolhidos).

A adaptação hedónica é um processo ou mecanismo que reduz o impacto afetivo de acontecimentos emocionais. Em geral, a adaptação hedónica envolve um “ponto fixo de felicidade” ("happiness set point"), no qual os seres humanos em geral mantêm um nível constante de felicidade ao longo da vida, apesar dos acontecimentos que ocorrem ao seu redor. O processo de adaptação hedónica é frequentemente conceptualizado como uma passadeira rolante, dado que cada indivíduo tem de continuamente trabalhar para manter um certo nível de felicidade. Outros vêem o funcionamento da adaptação hedónica de forma similar a um termostato (um sistema de contrarreação (negative feedback)) que funciona para manter o ponto de felicidade de um indivíduo. Uma das principais preocupações da psicologia positiva é determinar como manter ou aumentar o ponto de felicidade de cada um e, além disso, que tipo de práticas levam a uma felicidade duradoura.
A adaptação hedónica pode ocorrer de várias maneiras. Geralmente, o processo envolve mudanças cognitivas, tais como a mudança de valores, de objectivos, de atenção e da interpretação de uma situação. Além disso, há processos neuroquímicos que dessensibilizam no cérebro os caminhos hedónicos demasiado estimulados, o que possivelmente evita níveis elevados persistentes de sentimentos intensos, positivos ou negativos. O processo de adaptação também pode ocorrer através da tendência dos seres humanos para construir elaboradas justificações para se considerarem à margem por meio de um processo a que o teórico social Gregg Easterbrook apelida de negação alargada (abundance denial, em inglês).

## Principais abordagens teóricas

### Abordagem comportamental/psicológica
A "adaptação hedónica" (“hedonic treadmill”) é um termo fixado por Brickman e Campbell no seu artigo “Hedonic Relativism and Planning the Good Society” ("Relativismo Hedónico e Planejamento da Boa Sociedade") de 1971, que descreve a tendência das pessoas para manter um nível básico relativamente estável de felicidade apesar dos acontecimentos externos e das flutuações nas circunstâncias demográficas. A ideia de felicidade relativa já vinha sendo tratada há décadas quando, em 1978, Brickman e Campbell começaram a abordar o prazer hedónico no âmbito da teoria do nível adaptação de Helson, que sustenta que a perceção do estímulo depende da comparação de estímulos anteriores. A adaptação hedónica funciona de forma similar à maioria das adaptações que servem para proteger e melhoram a perceção. No caso hedónico, a sensibilização ou dessensibilização para as circunstâncias ou para o ambiente pode redirecionar a motivação. Essa reorientação funciona para proteger contra a complacência, mas também para aceitar circunstâncias inalteráveis e redirecionar os esforços no sentido de objectivos mais eficazes. Frederick e Lowenstein referem três tipos de processos na adaptação hedónica: níveis de adaptação móveis, dessensibilização (desensitization) e sensibilização (sensitization). Níveis de adaptação móveis ocorrem quando uma pessoa experimenta uma alteração no que é percebido como um estímulo "neutro", mas mantém a sensibilidade para diferenças de estímulo. Por exemplo, se obtiver um aumento salarial, o Rui inicialmente ficará mais feliz mas depois habitua-se ao salário maior e retorna ao seu ponto de ajuste de felicidade. Mas irá ficar contente quando receber uma gratificação extra. A dessensibilização diminui a sensibilidade em geral, o que reduz a sensibilidade à mudança. Quem viveu em zona de guerra por um período de tempo prolongado pode tornar-se insensível à destruição que acontece diariamente e ser menos afetado pela ocorrência de ferimentos graves ou perdas que anteriormente podiam ter sido chocantes e perturbadores. A sensibilização é um aumento da resposta hedónica derivada de uma exposição contínua, tal como o aumento do prazer e seletividade dos provadores de vinho, ou de comida.
Brickman, Coates e Janoff-Bulman foram dos primeiros a investigar a adaptação hedónica no seu estudo de 1978, “Lottery Winners and Accident Victims: Is Happiness Relative?” ("Ganhadores de loteria e vítimas de acidente: É a felicidade relativa?". Os paraplégicos e os ganhadores de loteria foram comparados a um grupo controle e como previsto, a comparação (com experiências passadas e comunidades atuais) e a habituação (a novas circunstâncias) afetaram os níveis de felicidade de tal modo que após o impacto inicial de acontecimentos extremamente positivos ou negativos, os níveis de felicidade tipicamente voltavam para os níveis médios. Este estudo baseado em entrevistas, ainda que não longitudinal, foi o início do campo de trabalho atualmente alargado que explora a relatividade da felicidade.
Brickman e Campbell originalmente deduziram que todos retornavam ao mesmo ponto fixo neutro após um acontecimento de vida emocionalmente significativo. Na revisão de literatura “Beyond the Hedonic Treadmill, Revising the Adaptation Theory of Well-Being” (2006), Diener, Lucas, e Scollon concluíram que as pessoas não são hedonicamente neutrais, e que os indivíduos têm diferentes pontos fixos que são pelo menos parcialmente hereditários. Também concluíram que os indivíduos podem ter mais do que um ponto fixo de felicidade, como um ponto de satisfação de vida (life satisfaction), e um ponto de bem estar subjectivo (subjective well being), e que por causa disto, o nível de felicidade de cada um não é apenas um dado ponto estável mas que pode variar dentro de um dado intervalo. Diener e os colegas argumentam que o ponto estável de felicidade pode mudar e, por fim, que os indivíduos são diferentes na taxa e grau de adaptação que exibem relativamente a mudanças no que os circundam.
Num estudo longitudinal realizado por Mancini, Bonnano e Clark, as pessoas apresentaram diferenças individuais na forma como respondiam a acontecimentos significativos na sua de vida, como o casamento, o divórcio e a viuvez. Eles reconheceram que alguns indivíduos experimentam alterações substanciais ao longo do tempo do seu ponto estável hedónico conjunto, embora a maioria dos outros não o experimentam, e argumentam que o ponto estável de felicidade pode ser relativamente estável ao longo da vida de um indivíduo, mas a satisfação de vida e o bem estar subjetivo são mais variáveis.
De forma similar, o estudo longitudinal realizado por Fujita e Diener (2005) descreveu o ponto estável de satisfação de vida como uma "linha de base suave" (“soft baseline”). Isto significa que, para a maioria das pessoas, esta linha de base é similar à sua linha de base da felicidade. Normalmente, a satisfação de vida situar-se-á em torno de um dado ponto durante a maior parte das suas vidas e não muda drasticamente. No entanto, para cerca de um quarto da população, este dado ponto não é estável e de fato desloca-se em resposta a um acontecimento importante para as suas vidas.
Outros dados longitudinais têm demonstrado que os pontos estáveis de bem estar subjetivo variam ao longo do tempo, e que a adaptação não é necessariamente inevitável. Na sua análise de dados de arquivo, Lucas encontrou provas de que é possível que o ponto estável de bem-estar subjetivo de alguém pode mudar drasticamente, como no caso de indivíduos que ficam sujeitos a uma incapacidade física grave e permanente.  Contudo, como Diener, Lucas, e Scollon salientam, o grau de flutuação em torno do seu ponto estável que uma pessoa experimenta depende principalmente da capacidade individual para se adaptar.
Tendo seguido mais de mil pares de gémeos durante 10 anos, Lykken e Tellegen (1996) concluíram que quase 50% dos nossos níveis de felicidade são determinadas pela genética. Headey e Wearing (1989) sugeriram que a nossa posição no leque da estabilidade dos traços de personalidade (neuroticismo, extroversão, amabilidade, escrupulosidade e abertura para a experiência) determina a forma como experimentamos e percebemos os acontecimentos da nossa vida e indiretamente contribui para os nossos níveis de felicidade. A pesquisa sobre felicidade já dura há décadas e tem cruzado culturas a fim de determinar os limites verdadeiros do nosso ponto estável de felicidade.

## Principais descobertas empíricas
Em geral, há provas conflituantes sobre a validade da adaptação hedónica, se as pessoas regressam sempre a um nível de base de felicidade ou se alguns acontecimentos têm a capacidade para alterar definitivamente esse nível básico. Enquanto alguns investigadores consideram que há eventos significativos que alteram para sempre esse nível básico ao longo da vida, outros acreditam que as pessoas regressam sempre ao seu nível básico.
No estudo referido de Brickman (1978), os pesquisadores entrevistaram 22 ganhadores de loteria e 29 paraplégicos a fim de determinar a mudança nos seus níveis de felicidade devido aos eventos a que foram sujeitos (ganhar a loteria ou sofrer um acidente traumático). No grupo de vencedores de loteria, anos depois de a terem ganho, os participantes não estavam mais felizes do que anteriormente. Estes resultados mostram que um ganho monetário enorme não teve qualquer efeito sobre o seu nível básico de felicidade, tanto na felicidade presente como na futura. Da mesma forma, descobriram que alguns anos depois do acidente, os paraplégicos expressaram níveis de felicidade semelhantes aos de antes do acidente (ou seja, não eram menos felizes nas suas vidas do que eram antes do acidente). Devemos notar que os paraplégicos tinham uma diminuição inicial na alegria de viver, mas a chave para as suas conclusões é que eles acabavam por voltar ao seu nível básico com o tempo.
Lucas, Clark, Georgellis e Diener (2006) pesquisaram alterações no nível básico de bem estar devido ao estado civil, nascimento do primeiro filho e desemprego. Ainda que tenham verificado que um evento significativamente negativo pode ter um impacto maior no estado psicológico e no ponto estável de felicidade de uma pessoa do que um evento positivo, concluíram, em última análise, que as pessoas adaptam-se totalmente, regressam ao seu nível de base de bem-estar após um divórcio, a perda de um cônjuge, o nascimento de um filho e, no caso das mulheres, a perda de emprego. Eles não encontraram um retorno ao nível básico no caso dos homens para o casamento ou desemprego. Este estudo também demonstrou que o grau de adaptação que ocorre é, em grande parte, a título individual.
Wildeman, Turney e Schnittker (2014) estudaram os efeitos da prisão sobre o nível básico do bem-estar. Eles pesquisaram como a prisão de alguém afeta o seu nível de felicidade, tanto a curto (enquanto está na prisão) como a longo prazo (após ser libertado). Eles descobriram que estar na prisão tem efeitos negativos sobre a linha básica de bem-estar; por outras palavras, a linha básica de felicidade é inferior estando na prisão do que quando se sai em liberdade. Descobriram fundamento para a adaptação hedónica, na medida em que uma vez libertadas da prisão, as pessoas foram capazes de regressar ao seu anterior nível de felicidade.
Silver (1982) pesquisou os efeitos de um acidente traumático sobre o nível básico da felicidade de uma pessoa. Silver descobriu que as vítimas de acidente foram capazes de regressar a um ponto estável de felicidade após um período de tempo. Durante oito semanas, Silver seguiu vítimas de acidente que tinham sofrido graves lesões na medula espinhal. Cerca de uma semana após o seu acidente, Silver observou que as vítimas estavam a experimentar emoções negativas muito mais fortes do que positivas. Na oitava e última semana, as emoções positivas das vítimas superavam as negativas. Os resultados deste estudo sugerem que, independentemente de o evento preeminente ser significativamente positivo ou negativo, as pessoas quase sempre retornam à sua linha básica de felicidade.
Diener e Fujita (2005) estudaram a estabilidade do nível subjetivo de bem-estar de cada um ao longo do tempo e descobriram que, para a maioria das pessoas, há um intervalo relativamente pequeno em que varia o seu nível de satisfação. Eles pediram a um painel de 3.608 residentes alemães para avaliar a satisfação relativa à sua vida atual e total numa escala de 0-10, uma vez por ano durante dezassete anos. Apenas 25% dos participantes exibiram mudanças do seu nível de satisfação relativa à sua vida ao longo do estudo, com apenas 9% dos participantes a terem experimentado mudanças significativas. Eles também descobriram que aqueles com um maior nível médio de satisfação na vida tinham níveis mais estáveis de satisfação na vida em comparação com aqueles com níveis mais baixos de satisfação.

## Aplicações
O conceito de ponto estável de felicidade pode ser aplicado em psicologia clínica para ajudar os pacientes a retornar ao seu nível estável hedónico quando acontecem eventos negativos. Determinar quando alguém está mentalmente distante de seu ponto estável de felicidade e quais os eventos que desencadearam essa alteração pode ser extremamente útil no tratamento de situações como a depressão. Quando ocorre uma alteração, os psicólogos clínicos trabalham com os padecentes para recuperar do efeito depressivo e retornar ao seu ponto estável hedónico mais rapidamente. Dado que os atos de bondade promovem frequentemente o bem-estar a longo prazo, um método de tratamento é proporcionar aos pacientes o desenvolvimento de variadas atividades altruístas que possam ajudar uma pessoa a levantar o seu ponto estável hedónico. Além disso, ajudar os pacientes a entender que a felicidade de longo prazo é relativamente estável ao longo da vida de cada um pode ajudar a aliviar a ansiedade decorrente de eventos com impacto forte.
A adaptação hedónica também é relevante para a investigação sobre resiliência. A resiliência é uma "classe de fenómenos caracterizados por padrões de adaptação positiva no contexto de adversidade ou de risco significativos", o que significa que a resistência é em grande medida a capacidade de uma pessoa permanecer no seu ponto estável hedónico ao passar por experiências negativas. Os psicólogos identificaram vários fatores que contribuem para que uma pessoa seja resiliente, tais como relacionamento constante positivo (veja teoria do apego, attachment theory), auto-imagem positiva, capacidades de auto-regulação (veja auto-regulação emocional, emotional self-regulation), ligações a organizações sociais (veja comportamento pró-social, prosocial behavior) e uma visão positiva da vida. Estes fatores podem contribuir para manter um ponto estável de felicidade mesmo perante acontecimentos adversos ou negativos.

## Visões críticas
Um ponto crítico, a respeito do ponto estável individual, é compreender que pode ser simplesmente uma tendência genética e não um critério completamente determinado para a felicidade, e que ainda pode ser influenciado. Num estudo sobre a ingestão, desde moderada a excessiva, de drogas por ratos, Ahmed e Koob (1998), procuraram demonstrar que o uso de drogas psicoativas como a cocaína poderia alterar o ponto estável hedónico individual. As suas descobertas sugerem que o uso e vício de drogas levam a adaptações neuroquímicas pelas quais uma pessoa precisa de mais dessa substância para sentir os mesmos níveis de prazer. Assim, o abuso de drogas pode ter impactos duradouros sobre o ponto estável hedónico, tanto em termos de felicidade geral como no que respeita ao prazer sentido com o uso de drogas.
As raízes genéticas do ponto estável hedônico também são contestadas. Sosis (2013) tem defendido que a interpretação da adaptação hedónica dos estudos de gémeos depende de pressupostos duvidosos. Pares de gémeos idênticos, criados separadamente não são criados necessariamente em ambientes substancialmente diferentes. As semelhanças entre gémeos (como inteligência ou beleza, digamos, pois há demasiadas para as enumerar) podem justificar reações semelhantes do ambiente. Assim, podemos observar uma semelhança notável nos níveis de felicidade entre gêmeos mesmo que não existem genes que regulem os níveis diretamente, eles estão a regular outras coisas, coisas (como a inteligência ou a beleza) que tornam similares os níveis de felicidade dos indivíduos. Por outras palavras, os sujeitos a estes estudos podem experimentar níveis semelhantes de felicidade, mesmo que a genética não esteja a governar diretamente estes níveis de felicidade.
Além disso, a adaptação hedónica pode ser um fenómeno mais comum quando se lida com eventos positivos do que quando se trata de negativos. O enviesamento de negatividade (negativity bias), pelo qual as pessoas tendem a focar-se mais nas emoções negativas do que nas emoções positivas, pode ser um obstáculo ao aumento do ponto estável de felicidade individual. As emoções negativas requerem frequentemente mais atenção e geralmente são melhor lembradas, ofuscando quaisquer experiências positivas que podem mesmo ser mais numerosas do que as experiências negativas. Dado que os acontecimentos negativos detêm mais poder psicológico do que os positivos, pode ser difícil criar mudança positiva duradoura.
Headey (2008) conclui que haver um locus de controle interno e ter traços de personalidade "positivos" (neuroticismo notavelmente baixo) são os dois fatores mais importantes que afetam o bem-estar subjetivo individual. Headey também descobriu que, adotando objetivos “de resultado positivo” (ou seja, objetivos orientados para a família e altruístas), aqueles que enriquecem o seu relacionamento com os outros e com a sociedade como um todo aumentam o nível de bem-estar subjetivo. Contrariamente, dar importância a metas de vida de “soma zero” (sucesso na carreira, riqueza e estatuto social) terá um pequeno impacto negativo, mas, no entanto, estatisticamente significativo, sobre o bem-estar subjetivo geral das pessoas (ainda que a dimensão do rendimento disponível de um agregado familiar tenha um pequeno e positivo impacto sobre o bem-estar subjetivo). A duração da formação escolar de cada um parece não ter influência direta na sua satisfação perante a vida. E, contradizendo a teoria do ponto estável, Headey não encontrou qualquer retorno à estabilidade após alguém sofrer uma deficiência ou desenvolver uma doença crónica. Estes eventos debilitantes são permanentes e, assim, de acordo com o modelo cognitivo da depressão, pode contribuir para pensamentos depressivos e aumentar o neuroticismo (outro fator encontrado por Headey para diminuição do bem-estar subjetivo). A deficiência parece ser o fator mais importante que afeta o bem-estar subjetivo humano. O impacto da deficiência sobre o bem-estar subjetivo é quase duas vezes maior do que o segundo fator mais forte que afetam a satisfação perante a vida — o traço de personalidade do neuroticismo.
Oswald e Powdthavee (2008) analisaram a capacidade de alguém, após a ocorrência de uma forte deficiência, retornar ao seu ponto estável de felicidade original (ou seja, antes do acidente). Eles estudaram a literatura económica na tentativa de desmentir a ideia de que as pessoas têm perto de 100% de adaptação hedónica após uma deficiência (anteriormente descrita por Brickman et al.) Eles concluíram que o grau de adaptação se situa de facto no intervalo de 30-50%, bem diferente de 100%. Estes resultados sugerem que a adaptação hedónica pode não ser na verdade um conceito real e que não seremos sempre capazes de regressar ao nosso ponto estável de felicidade.